# Cathy Cavadini
Catherine Janet Cavadini, detta Cathy (Long Beach, 21 aprile 1961), è una doppiatrice statunitense.

## Doppiaggio

### Cinema
- Mio mini pony - Il film (My Little Pony: The Movie) (1986)
- Pound Puppies and the Legend of Big Paw (1988)
- Fievel conquista il West (An American Tail: Fievel Goes West) (1991)
- Babes in Toyland (1997)
- Le Superchicche - Il film (The Powerpuff Girls Movie) (2002)
- Wonderful Days (2003)
- Garfield a zampa libera (Garfield Gets Real) (2009)
- Cani & gatti - La vendetta di Kitty (Cats & Dogs: The Revenge of Kitty Galore) (2010)
- Scooby-Doo! La leggenda del Fantosauro (2011)
- Batman: The Dark Knight Returns, Part 1 (2012)

### Televisione
- Ritorno al futuro (Back to the Future: The Animated Series)
- Batman: The Brave and the Bold
- The Cleveland Show
- Dottoressa Peluche (Doc McStuffins)
- Le avventure di Fievel (Fievel's American Tails)
- Jem
- Kidd Video
- La sirenetta - Le nuove avventure marine di Ariel (The Little Mermaid)
- Le Superchicche (The Powerpuff Girls)
- What a Cartoon!